# Acanthoceto ladormida
Acanthoceto ladormida är en spindelart som beskrevs av Ramírez 1997. Acanthoceto ladormida ingår i släktet Acanthoceto och familjen spökspindlar. Inga underarter finns listade i Catalogue of Life.